# Padule (Gubbio)
Padule è una frazione del comune di Gubbio (PG) di 3427 abitanti situata a 443 m s.l.m. a 3 km di distanza dalla città di Gubbio

## Storia
- neolitico:l area era ampiamente popolata nelle campagne di padule dove furono ritrovate catacombe, ceramiche e resti di un piccolo villaggio di circa 10 case.
- Eta del bronzo: nell età del bronzo la zona di padule non era più ampiamente abitata visto lo spostamento delle popolazioni verso il monte ingino. Però vennero ritrovati resti di un piccolo villaggio nella zona del Catignano e verso le campagne di padule
- Epoca umbra (preromana): in quest' epoca padule era un villaggio sotto il dominio della città-stato di ikuvium ed era principalmente un villaggio di contadini. Serviva principalmente per accogliere pellegrini che non avevano raggiunto ikuvium entro la sera e alloggiavano la per la notte. Era importante anche per le coltivazioni e allevamenti.
- Epoca romana: Nell epoca romana padule Venne ingrandita di pico e nominata probabilmente padulii date le paludi circostanti, e perché nel medioevo la villa era chiamata paduli dal latino palus (palude). Aveva la stessa funzione del villaggio umbro. Sono stati ritrovati resti di un mosaico e di pietre nel terreno Infatti probabilmente la piccola città fosse dotata di un piccolo tempio. Si crede che padulii si estendeva da via del barco fino a campagne vaste sotto il palazzo barbi e da esso fino all attuale chiesa di padule vicino al torrente
- medioevo: il primo edificio di padule nel medioevo fu il castel d'alfiolo fondato nel 980 d.c. grazie all imperatore ottone III .Passato del tempo le paludi circostanti vennero bonificate da monaci irlandesi che in seguito venne chiamata paduli dagli abitanti circostanti nel 1100. Paduli era una piccola città fondata tra due torri. Nel XII secolo cadde sotto il comune di Gubbio e assunse il ruolo di villa (frazione). Le ville vicine con meno di 7 fuochi (famiglie) venivano annesse alla villa più grande, infatti padule divenne una villa molto vasta che si estendeva da Colognola fino a s. Andrea del calcinaro e da s. Marco fino a spada. ogni villa aveva un sindaco che stabiliva ordine.la villa di padule era ricca di monumenti come il castel d alfiolo (su un colle), san bartolo (sul monte di s. Bartolo), sant Erasmo (sotto l attuale zona industriale).La chiesa era a castel d alfiolo e fu costruita nel 1295.
- eta moderna: nell età moderna padule fondo la nuova chiesa di Santa Maria ausiliatrice nel 1760 quasi attaccata alla chiesa moderna.
- eta contemporanea: venne costruita una ferrovia che collegava fossato di vico ad Umbertide e padule era una stazione di essa. prima della prima guerra mondiale padule chiesa al comune di Gubbio di avere un proprio acquedotto. Dopo la seconda guerra mondiale la ferrovia fu distrutta anche se padule ebbe in poco tempo una crescita di popolazione sfiorando i 3000 abitanti. Venne costruita la nuova chiesa, molto più grande, accanto alla vecchia nel 1956. Dopo gli anni 80 padule ebbe pure una forte crescita economica con la fondazione della zona industriale, della discarica di Colognola e della cementeria colacem. Padule si espanse sempre di più in termini di popolazione ed economicamente fino ad oggi che è la frazione più grande, popolata e importante del comune di Gubbio.

## Infrastrutture e trasporti

### Strade
Padule è collegata al centro di Gubbio e le frazioni limitrofe tramite la strada statale 219. In aggiunta, grazie alla strada provinciale 240, con cui ci si collega alla frazione di Ghigiano, si arriva direttamente al grande stabilimento Colacem, una delle due cementerie presenti sul suolo del comune di Gubbio, terzo produttore e distributore in Italia di cemento e società capofila del Gruppo Financo.

### Ferrovie
Padule era servita da una linea ferroviaria non più esistente. Altre linee non più funzionanti si trovavano a Branca e a Camporeggiano, oltre a quella centrale di Gubbio, quest'ultima ad oggi non più esistente così come tutte le altre presenti nel comune.